# Merkel-Bau

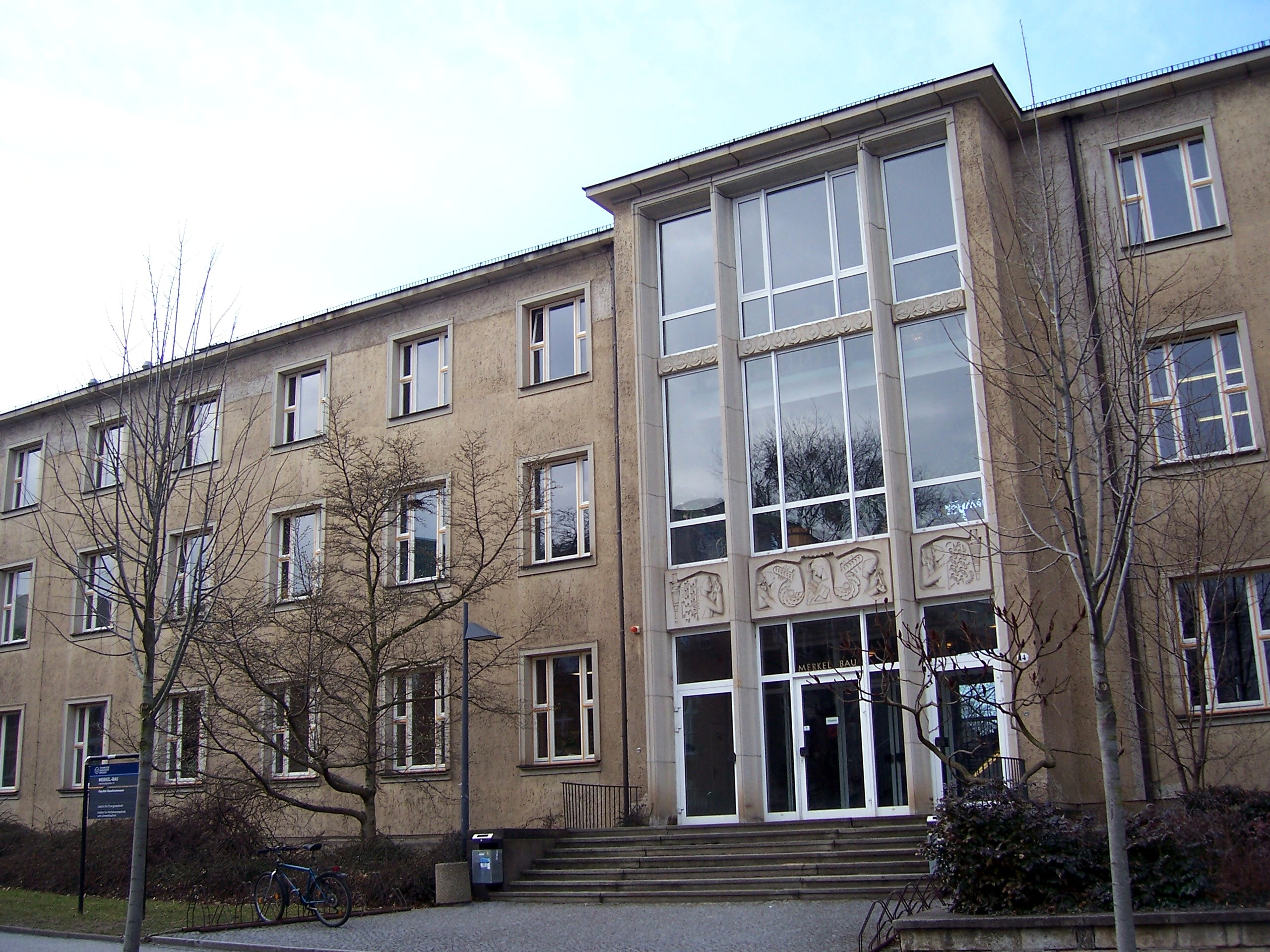
Merkel-Bau

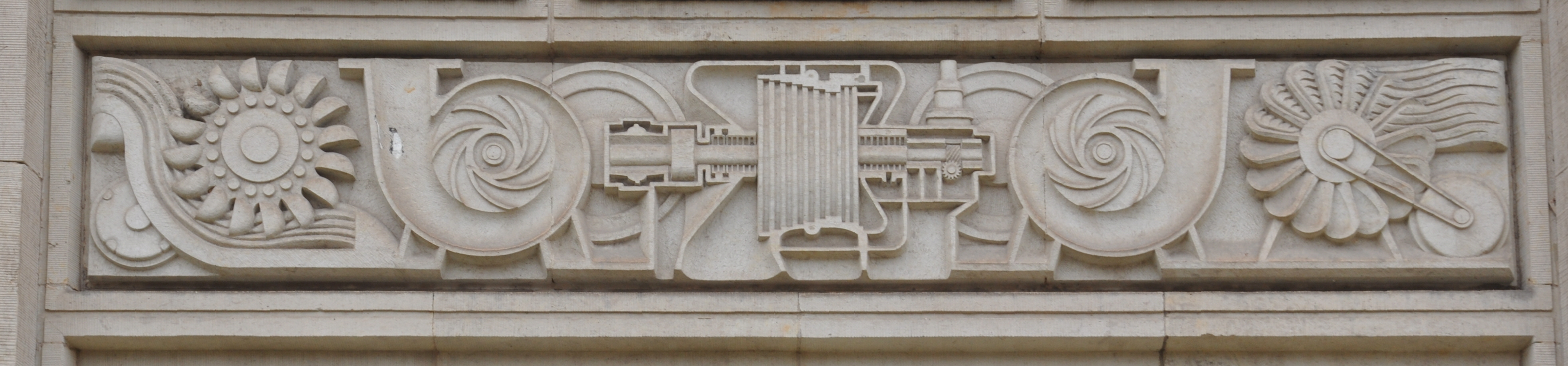
Relief über der Einfahrt

Der Merkel-Bau in der Helmholtzstraße 14–16 in Dresden gehört zur TU Dresden und ist ein Beispiel für den sozialistischen Klassizismus.

## Beschreibung
Das Gebäude wurde 1955/57 mit einer Nutzfläche von 43.000 Quadratmetern nach Entwürfen der Architekten Fritz Schaarschmidt und Gerhard Sperling in „traditioneller Bauweise“ mit „Sandstein-Putzfassaden“ errichtet. Es ist ein dreigeschossiges Lehrgebäude mit Versuchshalle. Bemerkenswert sind zwei Sandsteinreliefs „Lehre und Forschung“ von Max Lachnit über dem Haupteingang. Diese zeigen junge Leute und technische Motive. Der Bau wurde nach Leopold Carl Friedrich Merkel, Professor für Theoretische Maschinenlehre benannt und beherbergt heute das Institut für Thermodynamik und Technische Gebäudeausrüstung.

## Kulturdenkmal
Der Merkel-Bau wurde als baugeschichtlich und künstlerisch bemerkenswertes Beispiel für den sozialistischen Klassizismus in der frühen DDR-Architektur in die sächsische Denkmalliste als Kulturdenkmal aufgenommen.